# Entylomella
Entylomella es un género de hongos tizón en la familia Entylomataceae. El género contiene formas anamorfas de especies de Entyloma, y fue circunscripto en 1924 por Franz Xaver Rudolf von Höhnel.

## Especies
- Entylomella callitriches
- Entylomella chrysanthemi
- Entylomella circinans
- Entylomella ellisii
- Entylomella geranii
- Entylomella guaranitica
- Entylomella leontices
- Entylomella lobeliae
- Entylomella meliloti
- Entylomella microspora
- Entylomella oenotherae
- Entylomella oenotherae-biennis
- Entylomella pfaffii
- Entylomella premnicola
- Entylomella saussureae
- Entylomella schinziana
- Entylomella sidae-rhombifoliae
- Entylomella sii-latifolii
- Entylomella smarodsii
- Entylomella veronicae
- Entylomella veronicae-cymbalariae
- Entylomella veronicicola
- Entylomella winteri